# Ramljane (Biskupija)
Ramljane falu Horvátországban Šibenik-Knin megyében. Közigazgatásilag Biskupijához tartozik.

## Fekvése
Knintől légvonalban 7, közúton 10 km-re délre községközpontjától légvonalban 5, közúton 15 km-re délnyugatra, Dalmácia északi-középső részén, a 33-as számú főut mentén fekszik. Területén halad át a Zágrábról Splitre menő vasútvonal is.

## Története
A török 1522-ben szállta meg ezt a területet. A szerbek bevándorlása már a 15. században megkezdődött, de a legnagyobb méreteket 1521 és 1527 között öltötte. A falu a moreai háború során 1688-ban szabadult fel a török uralom alól. Miután a francia seregek felszámolták a Velencei Köztársaságot osztrák csapatok szállták meg. 1809-ben az Első Francia Császárság Illír Tartományának része lett. 1815-ben a bécsi kongresszus újra Ausztriának adta, amely a Dalmát Királyság részeként Zárából igazgatta 1918-ig. A településnek 1857-ben 586, 1910-ben 734 lakosa volt. Fejlődésén sokat lendített a spliti vasútvonal 1890-es megépítése. Az első világháború után előbb a Szerb-Horvát-Szlovén Királyság, majd Jugoszlávia része lett. 1991-ben csaknem teljes lakossága szerb nemzetiségű volt. Szerb lakói még ez évben csatlakoztak a Krajinai Szerb Köztársasághoz. A horvát hadsereg 1995 augusztusában a Vihar hadművelet során foglalta vissza a települést. Szerb lakói nagyrészt elmenekültek. A településnek 2011-ben 118 lakosa volt.

## Lakosság
| Lakosság változása | Lakosság változása | Lakosság változása | Lakosság változása | Lakosság változása | Lakosság változása | Lakosság változása | Lakosság változása | Lakosság változása | Lakosság változása | Lakosság változása | Lakosság változása | Lakosság változása | Lakosság változása | Lakosság változása | Lakosság változása |
| ------------------ | ------------------ | ------------------ | ------------------ | ------------------ | ------------------ | ------------------ | ------------------ | ------------------ | ------------------ | ------------------ | ------------------ | ------------------ | ------------------ | ------------------ | ------------------ |
| 1857               | 1869               | 1880               | 1890               | 1900               | 1910               | 1921               | 1931               | 1948               | 1953               | 1961               | 1971               | 1981               | 1991               | 2001               | 2011               |
| 586                | 582                | 485                | 636                | 658                | 734                | 658                | 843                | 765                | 775                | 761                | 670                | 588                | 569                | 124                | 118                |